# Vympel R-27

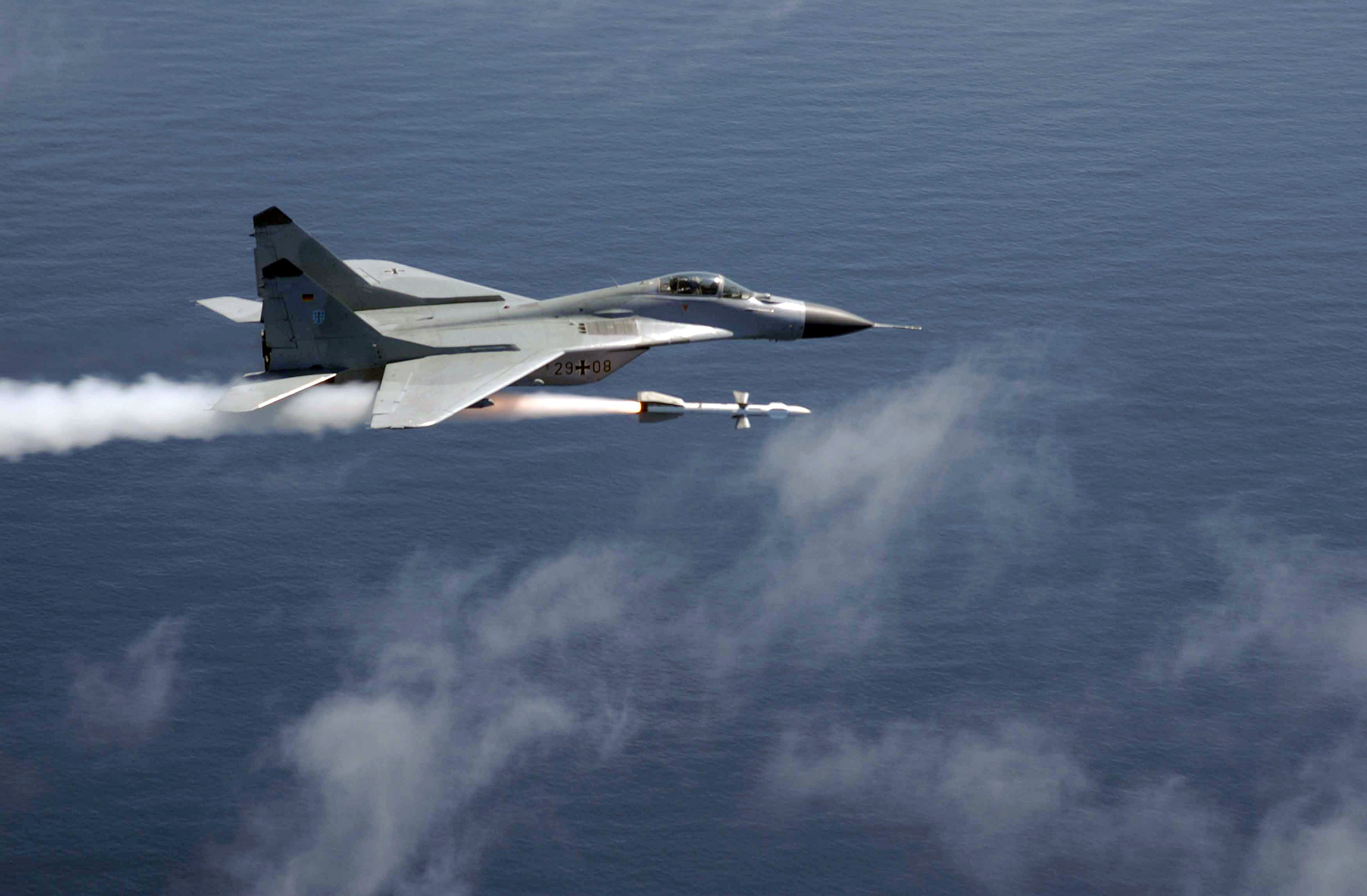
Německý MiG-29 při odpalu střely R-27

Vympel R-27 (kód NATO „AA-10 Alamo“) je v SSSR vyvinutá protiletadlová řízená střela vzduch-vzduch středního až dlouhého dosahu.
Podle verze může být střela R-27 s infračerveným naváděním na cíl (R-27T), s poloaktivním radiolokačním naváděním (R-27R) a aktivním radiolokačním naváděním (R-27AE). Může být nesena stíhacími letouny MiG-29 a Su-27 a pozdější verzí stíhacího letadla MiG-23, resp. MiG-23MLD. Vympel R-27 je vyráběna Ruskem a Ukrajinou. Licenci na její výrobu odkoupila od Ukrajiny také Čína, i když její verze má rozdílný aktivní radiolokátor převzatý ze střely R-77, na který má licenci z Ruska.

## Varianty

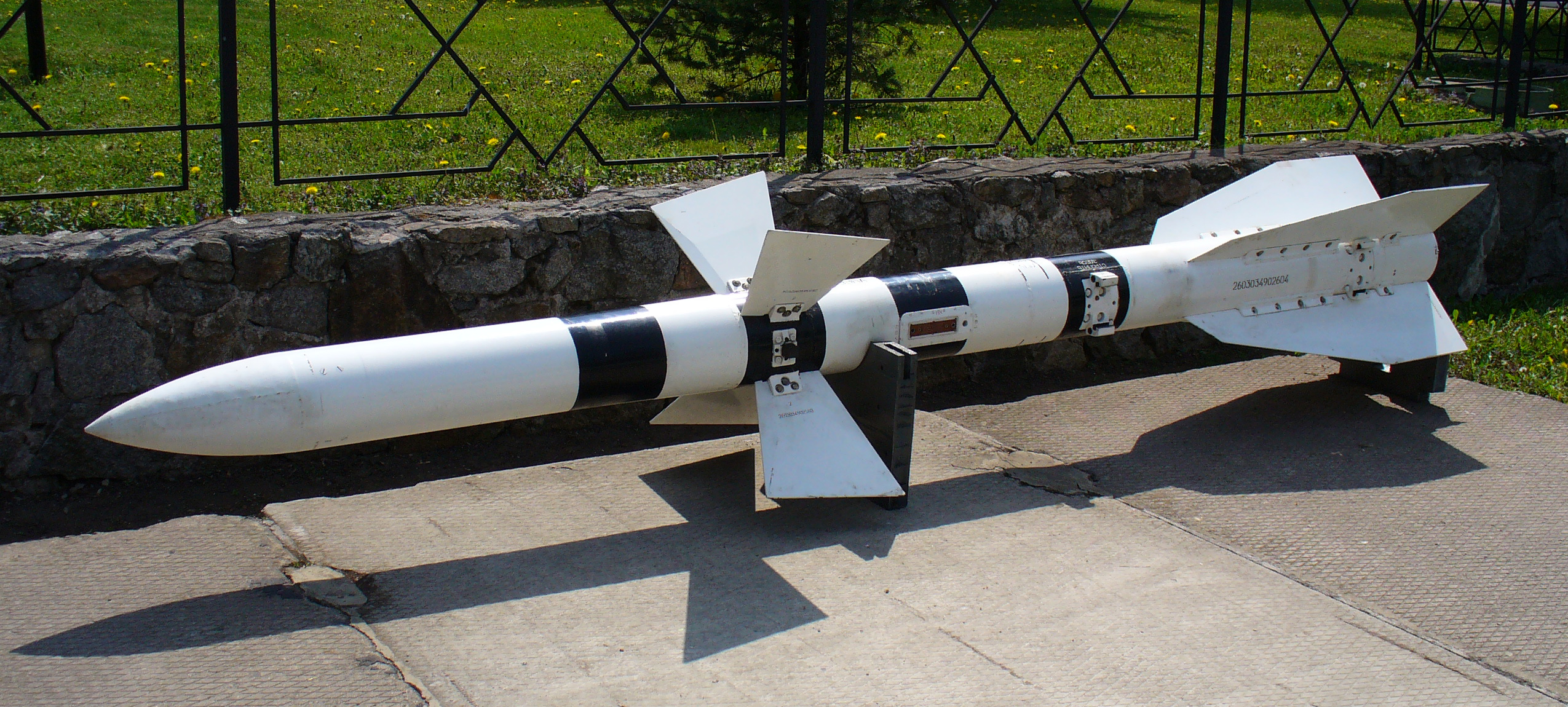
Raketa R-27R s poloaktivním radiolokačním naváděním

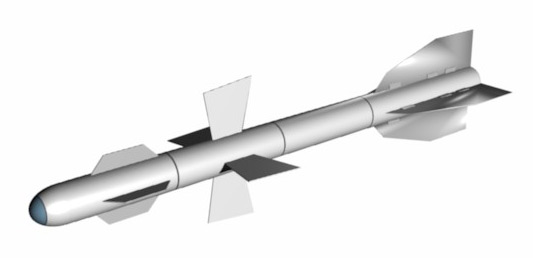
Raketa R-27T s infračerveným naváděním

- R-27R (AA-10 Alamo-A) s poloaktivním radiolokační naváděním. Dolet při rychlosti Mach 1,4 ve výši 11 km je 60 km (při čelním letu cíle)/21 km (při odletu cíle). Minimální dolet při stejných podmínkách je 2 km (při čelním letu cíle) / 0,5 až 0,6 km (při odletu cíle).
- R – 27T (AA-10 Alamo-B) s infračerveným naváděním (pasivní navádění používající IR naváděč Avtomatika 9B-1032). Váha střely je 248 kg, dolet v optimálních podmínkách je 70 km.
- R-27ER (AA-10 Alamo-C) s poloaktivním naváděním a delším doletem. Střela je o 70 cm delší a mírně širší. Dolet je 130 km při optimálních podmínkách. Do služby byla nasazena v roce 1990.
- R-27ET (AA-10 Alamo-D) s infračerveným naváděním a delším doletem. Střela je o 70 cm delší a mírně širší. Dolet je 120 km při optimálních podmínkách a používá IR naváděči Avtomatika 9B-1032. Hmotnost je 348 kg. Do služby byla nasazena v roce 1990.
- R-27AE (AA-10 Alamo- E) s aktivním naváděním a dlouhým doletem. Dolet je od 1 km do 130 km. Hmotnost 349 kg.
- R-27EM námořní verze s poloaktivním naváděním a upraveným naváděcím schopným zaměřit letící cíle 3 m nad hladinou. Dolet 170 km (při čelním letu cíle)
- R-27P pasivní nezachytitelná radiolokátorem.

## Bojové nasazení

### Irák
Některé ruské zdroje uvádějí, že během války v Perském zálivu v letech 1990-1991 sestřelil irácký MiG-29 pomocí rakety R-27R americký bombardér B-52G s přezdívkou „In Harm's Way“. Podle USAF byl tento incident označen jako palba vlastním letectvem.

### Afrika
Během války mezi Eritreou a Etiopií v roce 1999 bojovala proti sobě letadla MiG-29 a Su-27, na obou stranách pilotovaná najatými ruskými piloty. Je pravděpodobné, že na obou stranách bylo vystřeleno celkem 24 raket R-27, ale u všech se jim zaměřená letadla vyhnula. Pouze jedna raketa R-27 vystřelená z etiopských Su-27 proti eritrejskému MiGu-29 ho zasáhla v blízkosti stroje a poškodila ho, přičemž poškozený stroj byl pravděpodobně zničen během přistávání.

## Uživatelé
- Arménie
- Alžírsko
- Ázerbájdžán
- Bangladéš
- Bělorusko
- Bulharsko
- Čína
- Kuba
- Etiopie
- Maďarsko
- Indie
- Indonésie
- Írán
- Kazachstán
- Malajsie
- Severní Korea
- Peru
- Polsko
- Rusko
- Srbsko
- Slovensko
- Sýrie
- Venezuela
- Vietnam
- USA

## Bývalí uživatelé
- Československo
- Česko
- Německo
- NDR
- Irák
- Sovětský svaz
- Rumunsko
- Jugoslávie